# T-60
T-60 byl sovětský lehký tank produkovaný v letech 1941–1942. Celkem bylo vyrobeno asi 6 728 těchto strojů. Jako průzkumný stroj mohl být relativně dobrý, byl však nasazován spolu s tanky T-34 do bojů proti německým tankům, na které nestačil pancéřováním ani výzbrojí (kanon ráže 20 mm). Navíc neměl zrovna ideální jízdní vlastnosti pro těžký terén a chyběla mu vysílačka. Těžké ztráty v bojích s německými tanky mu přinesly přezdívku „společný hrob pro dva“ (братская могила на двоих).

## Verze
- T-60 Model 1941– standardní sériová verze, čelní pancíř 25 mm a paprsková pojezdová kola
- T-60 Model 1942 – měl zesílený čelní pancíř na 35 mm a plná pojezdová kola
- BM-8-24 – samohybný raketomet. Věž byla sejmuta a na její místo dán raketomet. Označení znamená: Broněbojnaja mašina (obrněné vozidlo) na rakety M-8, odpalovací zařízení pro 24 raket.
- Antonov A-40 – tank-kluzák, na T-60 se připevnily ocasní a křídelní plochy, aby mohl být vlečen za letadly
- T-60Z – prototyp protiletadlového děla na podvozku T-60
- TACAM T-60 – rumunský stíhač tanků vyzbrojený kanónem F-22
- T-70 – další typ, 45mm kanón

## Galerie

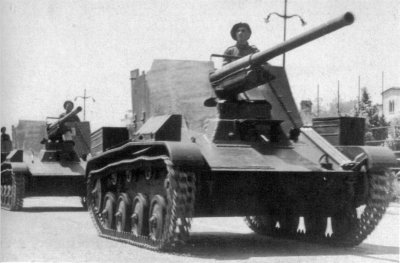
Rumunský TACAM T-60
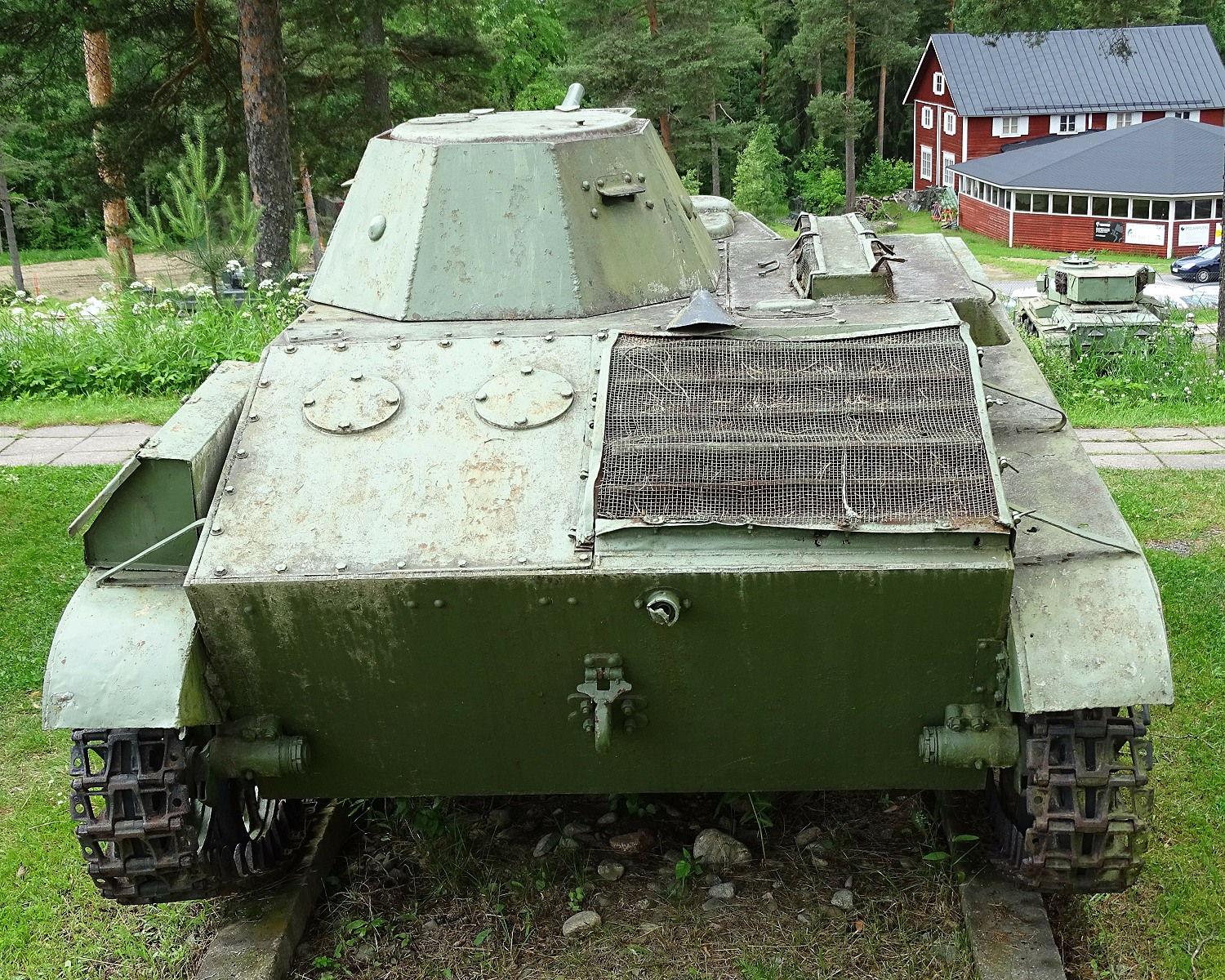
Zadní pohled na T-60, Parola
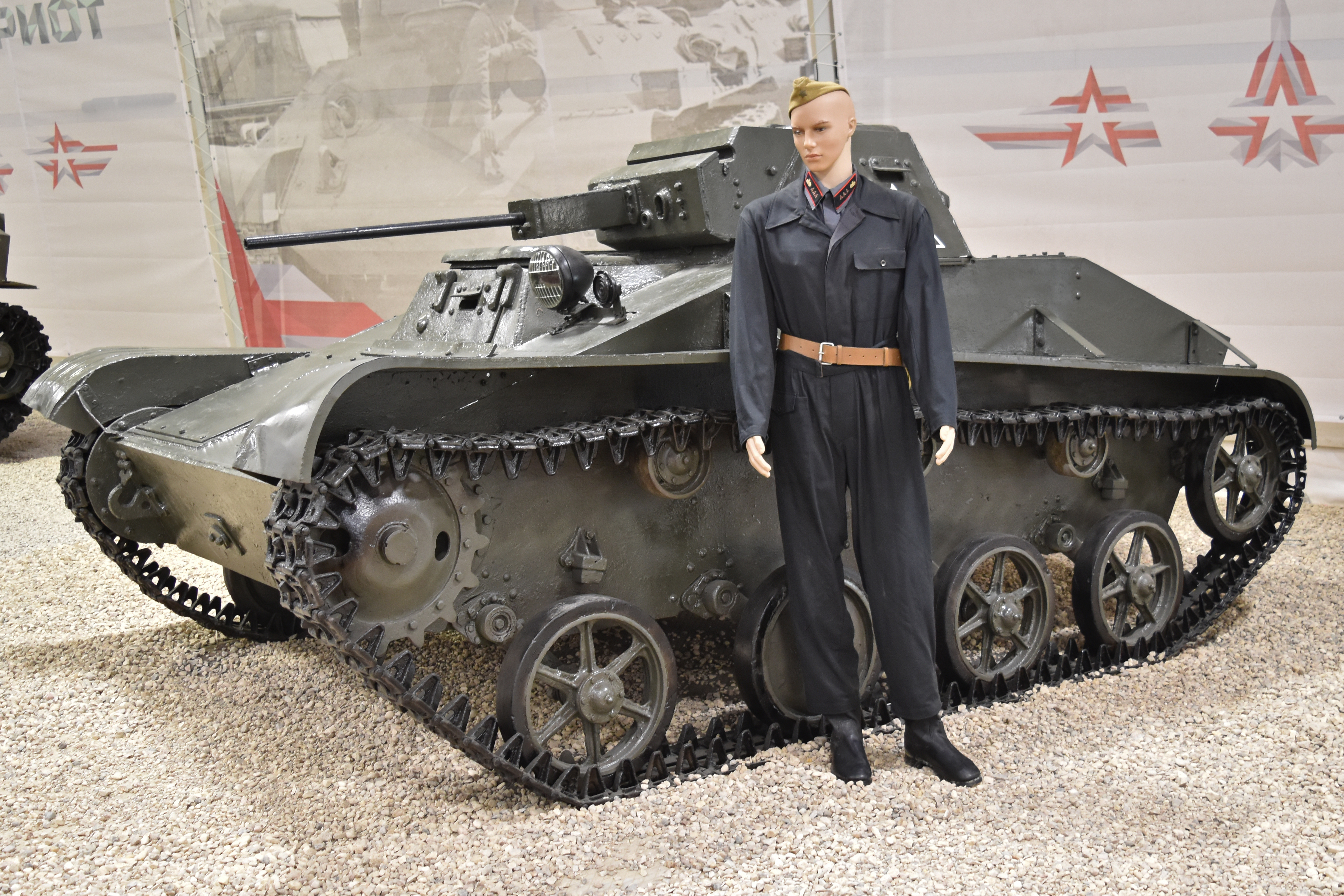
Znázornění velikosti T-60, Kubinka
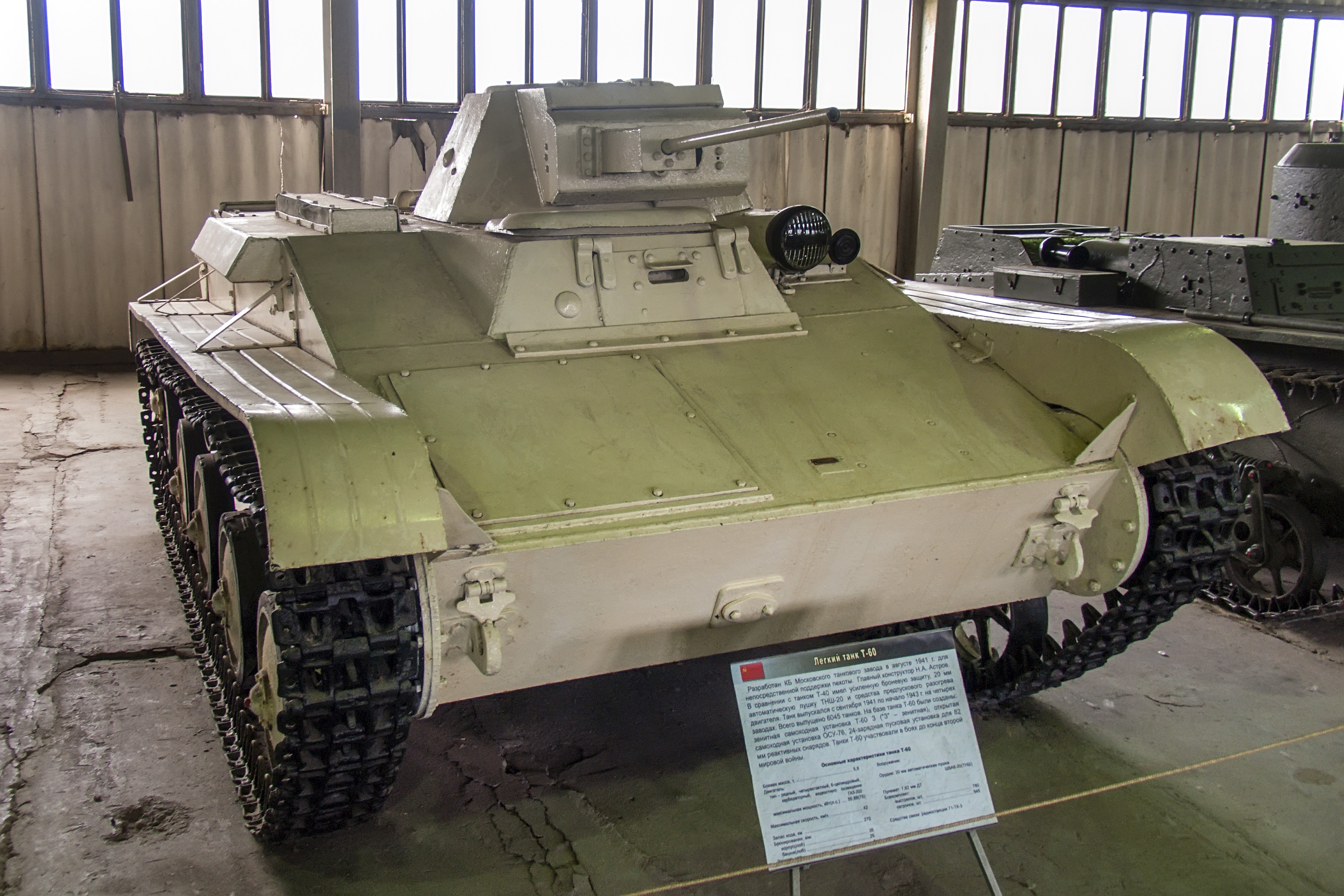
Přední pohled na T-60, Kubinka